# Pilopogon longirostratus
Pilopogon longirostratus är en bladmossart som beskrevs av Mitten 1869. Pilopogon longirostratus ingår i släktet Pilopogon och familjen Dicranaceae. Inga underarter finns listade i Catalogue of Life.